# Мёллер, Ингегерд
Ингегерд Мёллер (швед. Ingegerd Möller, полное имя Britt Ingegerd Möller; 1928—2018) — шведская график и художница, в том числе по текстилю.

## Биография
Родилась 21 сентября 1928 года в местечке Vålådalen провинции Емтланд в семье торговца Олле Мёллера и его жены Элли Олссон, где росло трое детей.

### Образование
Первоначально училась в школе недалеко от фермы её родителей и затем в гимназии в Ундерсокере. Она также прошла курс ткачества в ткацкой школе Jämtslöjd в Эстерсунде в 1946 году. В этом же году стала студенткой школы Констфак в Стокгольме, где она проучилась два года на дизайнера интерьеров. Затем Ингегерд также начала учиться в школе живописи Исаака Грюневальда и одновременно на вечернем факультете мебели в школе Констфак.
В 1947 году поступила в стокгольмскую художественную школу Otte Skölds målarskola (ныне Школа живописи Пернби). Была приглашенной студенткой Датской королевской академии изящных искусств, после чего продолжила учёбу у Леннарта Рода и Пьера Олофссона в Académie Libre в Стокгольме.

### Деятельность
Ингегерд Мёллер провела следующие персональные выставки: дебютировала в 1954 году в стокгольмской галерее Lilla Galleriet; в 1958, 1963 и 1967 годах — в галерее Гаммесона, в 1972 и 1980 годах — в Королевской академии свободных искусств, в 1976 году — в музее Вальдемарсудде и в 1979 году — в ассоциации Konstfrämjandet (все — в Стокгольме); в 1981 году — в Ahlbergshallen (Эстерсунд); в 1983 году — в Шведском культурном центре в Париже; в 1986 году — в стокгольмском центре Konstnärshuset; в 1990 и 1993 годах — также в стокгольмской галерее Galleri Doktor Glas. Продолжала проводить персональные экспозиции и в XXI веке во многих городах Швеции, последняя из которых состоялась в художественной галерее Edsvik konsthall одноимённого города провинции Соллентуна.
Среди групповых выставок художников выделяются выставка Nynäshamn 1957 года вместе с Барбро Остлин, Бьёрном Халльстрёмом и её мужем Рольфом Нигреном, выставка 2003 года в музее Jämtlands länsmuseum, выставка 2018 года в Norrtälje konsthall вместе с Гансом Вигертом и Ульриком Самуэльсоном. Кроме Швеции, Ингегерд Мёллер экспонировалась на выставках во Франции, Японии, Бельгии, Польше, Италии, Исландии, США и Канаде.
В течение 20 лет — с середины 1960-х годов, художница сотрудничала с Эдной Мартин и компанией Handarbetets vänner в области художественных работ по текстилю, создав около тридцати крупных работ, включая девятиметровое произведение Ekosång till en fjärilдля Банка Швеции. Ингегерд Мёллер выполнила ряд публичных работ для больниц, Шведской геологической службы, станций метро, музеев и нескольких парков. Её работы можно увидеть в Национальном музее Швеции, Музее современного искусства, Художественном музее Гётеборга, а также в ряде посольств, муниципалитетов и окружных советов.
Художница являлась членом Шведской академии изящных искусств с 1967 года и была удостоена медали Принца Евгения в 1989 году.
В 1953—1979 Ингегерд Мёллер была замужем за художником Рольфом Нигреном, с 1983 по 1997 год — за художником Олофом Нореллом (Olof Norell).
Умерла 14 августа 2018 года в районе Roslags-Bro муниципалитета Норртелье округа Стокгольм и была похоронена на кладбище Roslagsbros kyrkogård.